# Roger Field

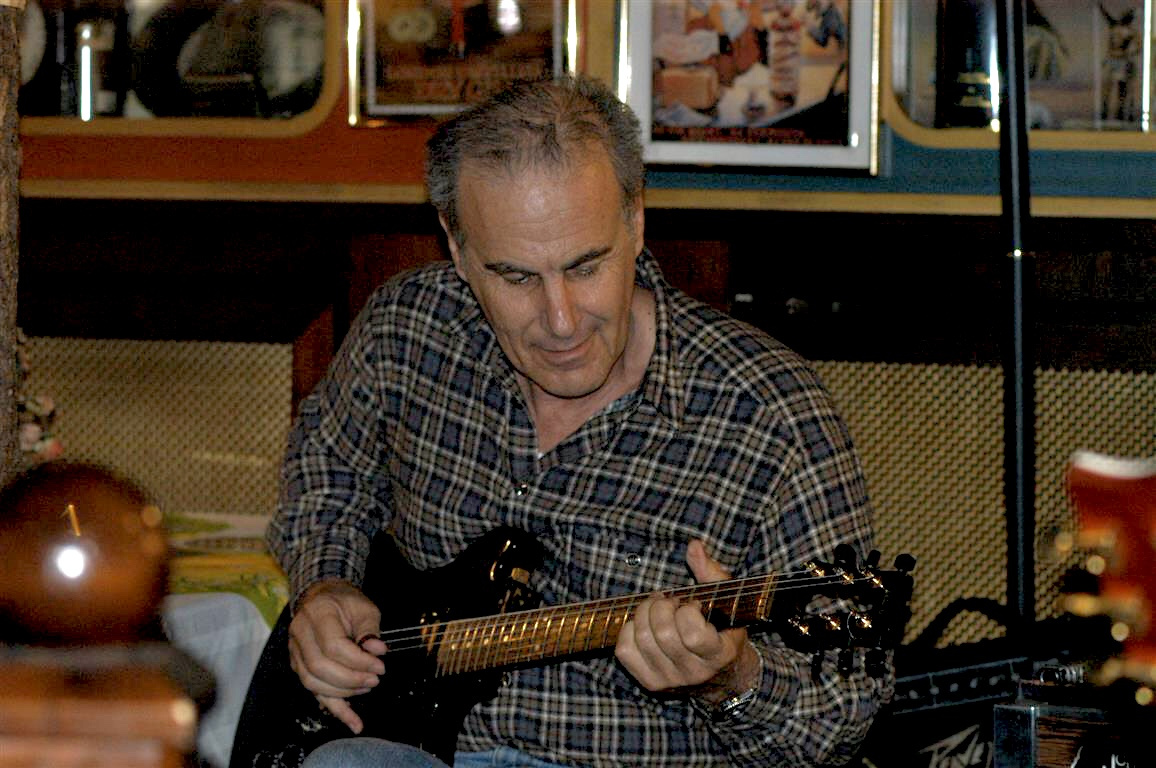
Roger Field

Roger C. Field (Londen, 31 juli 1945) is Brits industrieel ontwerper, uitvinder met meer dan 100 octrooien op zijn naam en gitarist. Hij is het meest bekend door zijn uitvinding van de Foldaxe, een opvouwbare elektrische gitaar.

## Leven en werk
Field groeide op in Londen, Canterbury en in Zwitserland. Hij bezocht de internaten The King's School, Canterbury en Aiglon College in Villars-sur-Ollon. Hij vertrok in 1965 naar Californië en studeerde er Industrieel Ontwerpen met een diploma van het California College of the Arts. In 1972 kwam hij naar Duitsland. Field is ook bekend als gitarist en speelde onder andere met Chet Atkins, met wie hij bevriend was, en met Merle Travis.
Zijn bekendste uitvinding is de Foldaxe, een opvouwbare elektrische gitaar die hij voor Chet Atkins liet maken. De gitaar is te zien in Atkin's boek Me and My Guitars. Field nam een van zijn Foldaxe-gitaren mee in een Concorde en speelde de song Mr. Sandman op 30 september 1987 als reclame-gag "door de geluidsbarrière". Met de gitaar won Field een belangrijke designprijs (Designer's Choice Award) in de Verenigde Staten. Hij werd ook daarmee schriftelijk gefeliciteerd door Raymond Loewy.
Field heeft talrijke prominenten met de Foldaxe gefotografeerd, onder andere Keith Richards, Mick Jagger, Paul McCartney, Hank Marvin, David Copperfield, en Eric Clapton. Het is te danken aan de inspanningen van Roger Field dat Hank Marvin en Bruce Welch hun meer dan tien jaar durende ruzie bijlegden en een afscheidstournee van hun oude band The Shadows door resp. Groot-Brittannië (2004) en Europa (2005) opzetten.
Marcel Dadi componeerde zijn song Roger Chesterfield voor Roger Field (CD Guitar Legend Volume 1).
Field is in de media wereldwijd bekend als Arnold Schwarzenegger's vriend en leraar Engels in München in 1968.